# Morane-Saulnier

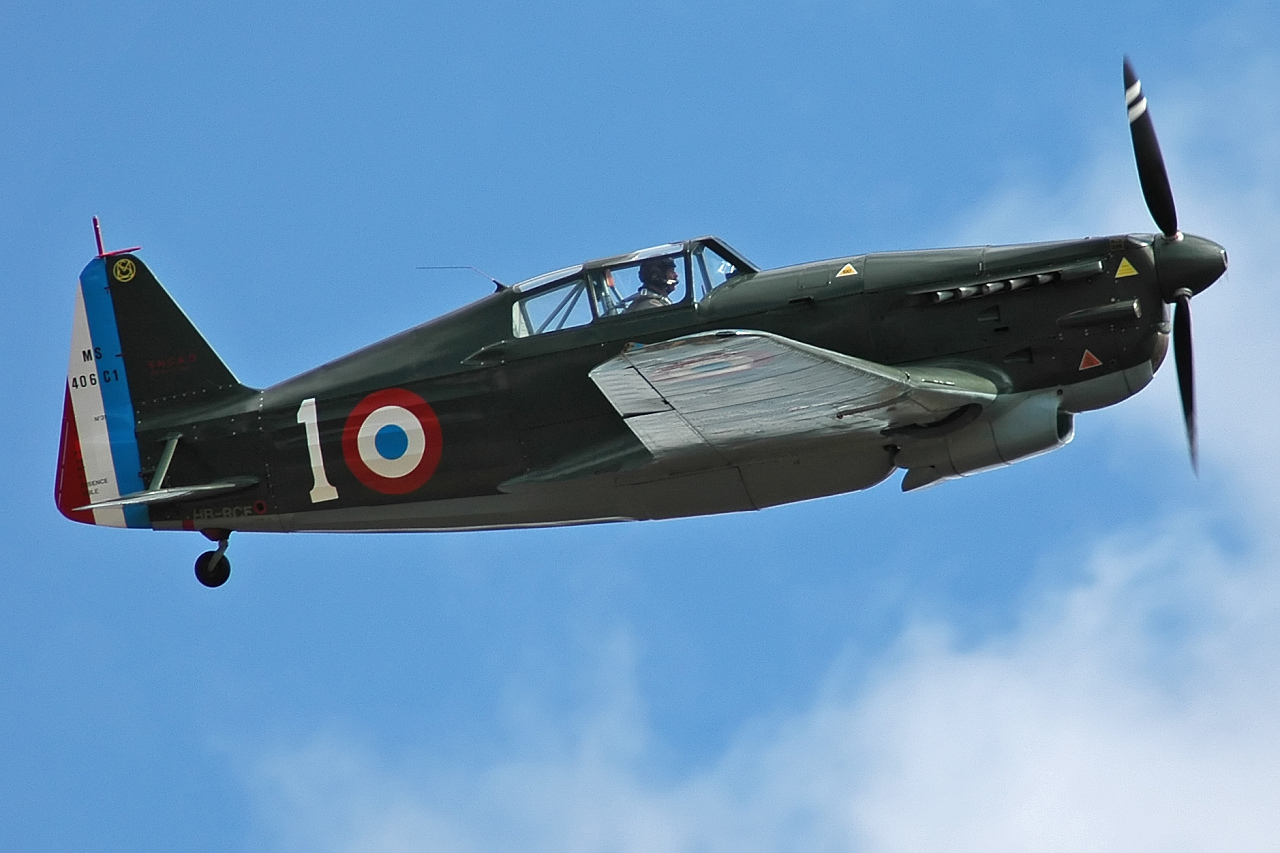
Morane-Saulnier MS.406

Aéroplanes Morane-Saulnier – francuska wytwórnia lotnicza założona przez Raymonda Saulniera, oraz braci Léona i Raymonda Morane'ów w październiku 1911 roku. Pierwszą konstrukcją firmy był Morane-Saulnier A, górnopłat opracowany przez poprzednią wytwórnię prowadzoną przez Morane'ów,  Morane-Borel. Na tej maszynie 26 maja 1911 Jules Védrines wygrał rajd Paryż-Madryt.
Pierwszym komercyjnym sukcesem wytwórni był udany myśliwiec Morane-Saulnier L używany podczas I wojny światowej. W firmie Morane-Saulnier prowadzono prace nad mechanizmem synchronizatorem wymyślonym przez Rolanda Garrosa, francuskiego asa myśliwskiego umożliwiającym strzelanie z pokładowych karabinów maszynowych przez śmigło bez jego uszkodzenia. Pierwsze mechanizmy tego typu były zawodne i w konsekwencji i tak doprowadzały do odstrzelenia śmigła, ale w 1915 Roland Garros zainstalował na łopatach śmigła stalowe kliny odbijające pociski, które zostały wystrzelone w nieodpowiednim momencie. Usprawnienie to znacząco podniosło efektywność francuskich myśliwców, skutkując znacznym wzrostem zestrzeleń samolotów przeciwnika.
Wytwórnia Morane-Saulnier dostarczyła wiele egzemplarzy modelu L i jego unowocześnionych wersji, ale w 1915 pojawiły się znacznie doskonalsze dwupłatowce, które je całkowicie wyparły z frontu. Pomimo to Morane-Saulnier L był produkowany także po zakończeniu wojny jako LMS Parasol, po przeniesieniu płata powyżej kadłuba (konfiguracja parasol) dla polepszenia widoczności do dołu, skąd wzięła się nazwa maszyny.
Po wojnie firma produkowała głównie samoloty cywilne, głównie treningowe, ale wraz z wybuchem II wojny światowej znów przestawiła się na produkcję wojskową. Na przełomie lat 20. i 30. XX wieku wytwórnia wyprodukowała wiele myśliwców w konfiguracji parasol takich jak MS.230 czy MS.315, ale ze względu na ich niskie osiągi spowodowały ich szybkie wycofanie i przeznaczenie do zadań szkoleniowych. Najbardziej udaną konstrukcją tamtych czasów był  MS.406, który był głównym i najliczniej używanym myśliwcem Armée de l'Air w momencie wybuchu II wojny światowej. Chociaż MS.406 był dobrym myśliwcem w momencie jego wprowadzenia w 1935, nie dorównywał niemieckim Messerschmittom Bf 109, z którymi przyszło mu się zmierzyć w 1940 roku.
Produkcja powojenna skupiła się głównie na samolotach cywilnych i treningowych, z których najbardziej znaną konstrukcją był czteromiejscowy samolot turystyczny serii Rallye, posiadający własności STOL i umożliwiający wykonywanie akrobacji.
7 stycznia 1962 wytwórnia została wykupiona przez firmę Potez, z którą utworzyła SEEMS (Societe d'Exploitation des Etablissements Morane-Saulnier). W 1966 produkcja samolotów cywilnych została wydzielona tworząc spółkę SOCATA (Societe de Construction d'Avions de Tourisme et d'Affaires) (później EADS Socata, obecnie DAHER-SOCATA).

## Konstrukcje wytwórni Morane-Saulnier
- Morane-Saulnier A — sportowy

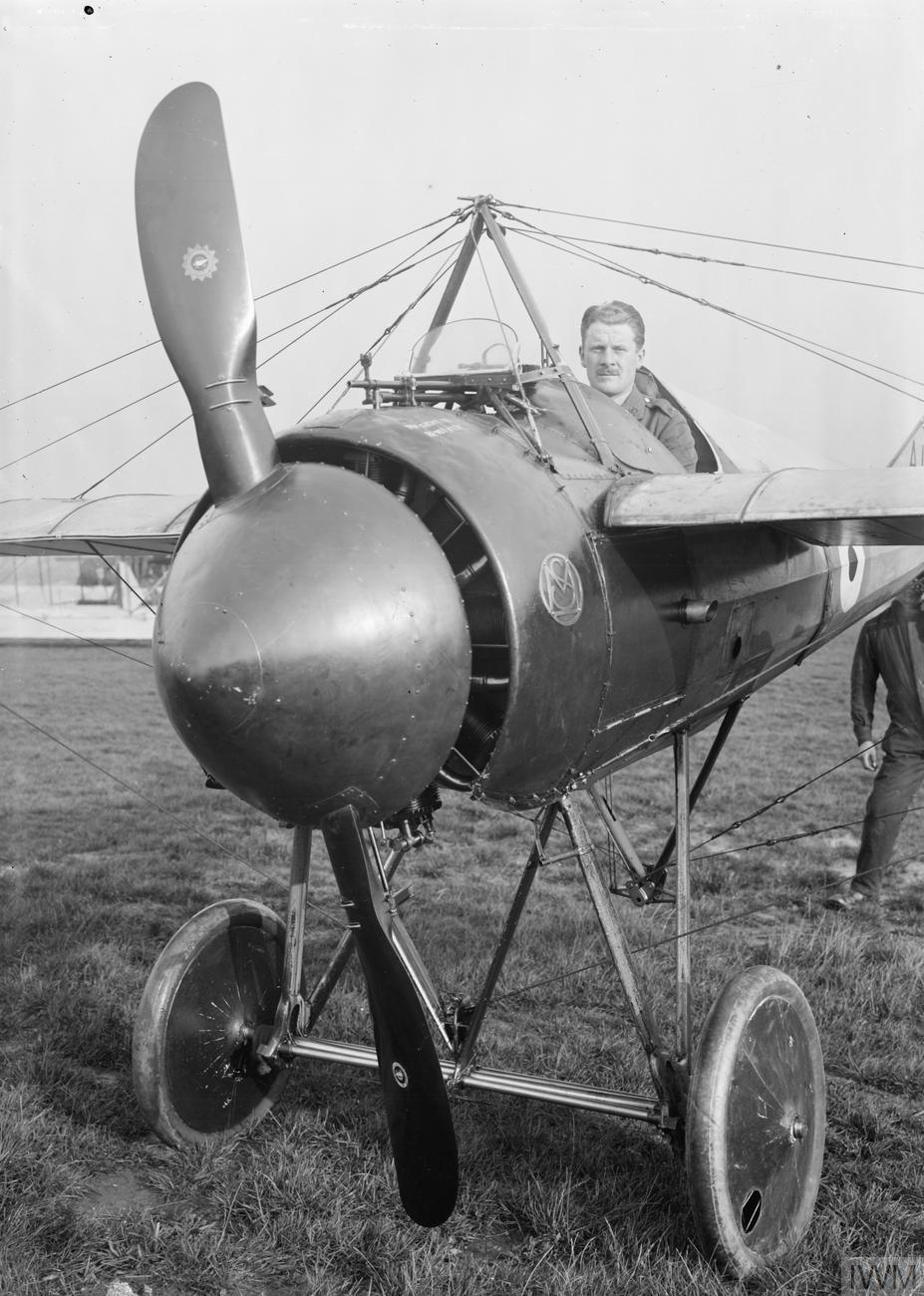
Morane-Saulnier N

- Morane-Saulnier B — dwumiejscowy sportowo-treningowy
- Morane-Saulnier G — dwumiejscowy wodnosamolot sportowy
- Morane-Saulnier I — myśliwiec
- Morane-Saulnier L — myśliwiec
- Morane-Saulnier N — myśliwiec
- Morane-Saulnier P — rozpoznawczy
- Morane-Saulnier T — oblatany w lipcu 1914 trzymiejscowy myśliwiec obrony
- Morane-Saulnier V — myśliwiec
- Morane-Saulnier AC — myśliwiec
- Morane-Saulnier AF — myśliwiec
- Morane-Saulnier AI — myśliwiec
- Morane-Saulnier AN — myśliwiec
- Morane-Saulnier ANL — myśliwiec
- Morane-Saulnier AR — treningowy
- Morane-Saulnier BB — rozpoznawczy
- Morane-Saulnier MoS.30 — treningowy
- Morane-Saulnier MoS.43 — treningowy
- Morane-Saulnier MoS.50 — treningowy
- Morane-Saulnier MoS.53 — treningowy
- Morane-Saulnier MoS.121 — myśliwiec
- Morane-Saulnier MS.129 — treningowy
- Morane-Saulnier MoS.130 — treningowy
- Morane-Saulnier MS.130 Michelin Cup — wyścigowy
- Morane-Saulnier MoS.132 — treningowy
- Morane-Saulnier MoS.138 — treningowy
- Morane-Saulnier MoS.139 — treningowy
- Morane-Saulnier MoS.147 — treningowy
- Morane-Saulnier MoS.148 — treningowy
- Morane-Saulnier MoS.149 — treningowy
- Morane-Saulnier MoS.152 — łącznikowy

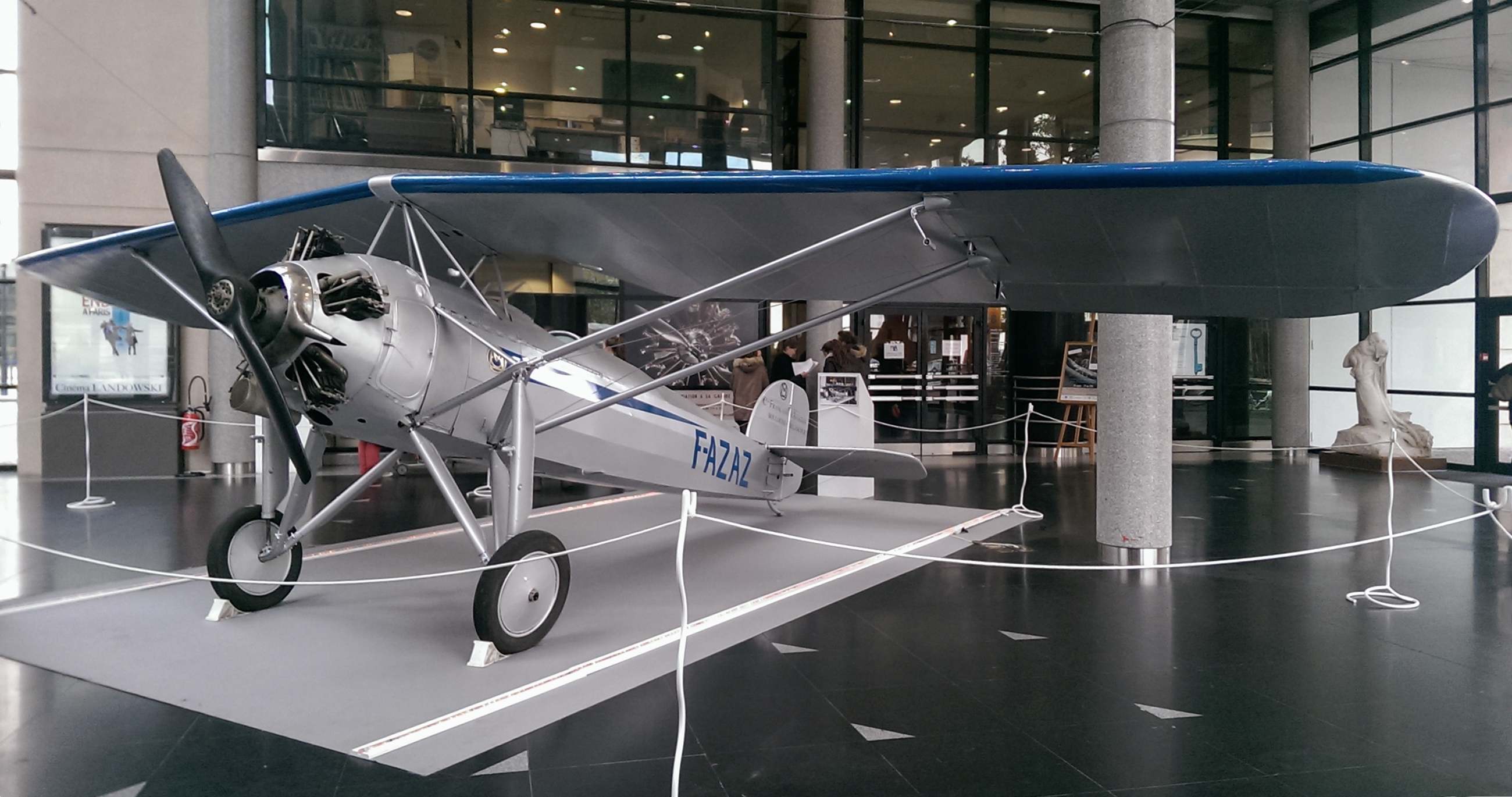
Morane-Saulnier MS.185

- Morane-Saulnier MS.180 — jednomiejscowy samolot akrobacyjny. Zbudowano tylko 1 egzemplarz.
- Morane-Saulnier MS.181 — jednomiejscowy samolot akrobacyjny, zbudowany na bazie MS.180.
- Morane-Saulnier MS.185 — jednomiejscowy samolot akrobacyjny, wersja MS.181.
- Morane-Saulnier MS.200 — treningowy
- Morane-Saulnier MS.221 — myśliwiec
- Morane-Saulnier MS.222 — myśliwiec
- Morane-Saulnier MS.223 — myśliwiec
- Morane-Saulnier MS.224 — myśliwiec
- Morane-Saulnier MS.225 — myśliwiec
- Morane-Saulnier MS.226 — myśliwiec
- Morane-Saulnier MS.227 — myśliwiec
- Morane-Saulnier MS.230 — treningowy
- Morane-Saulnier MS.231 — treningowy
- Morane-Saulnier MS.232 — eksperymentalny
- Morane-Saulnier MS.233 — treningowy
- Morane-Saulnier MS.234 — treningowy
- Morane-Saulnier MS.235 — treningowy
- Morane-Saulnier MS.236 — treningowy
- Morane-Saulnier MS.275 — myśliwiec
- Morane-Saulnier MS.315 — treningowy
- Morane-Saulnier MS.325 — myśliwiec

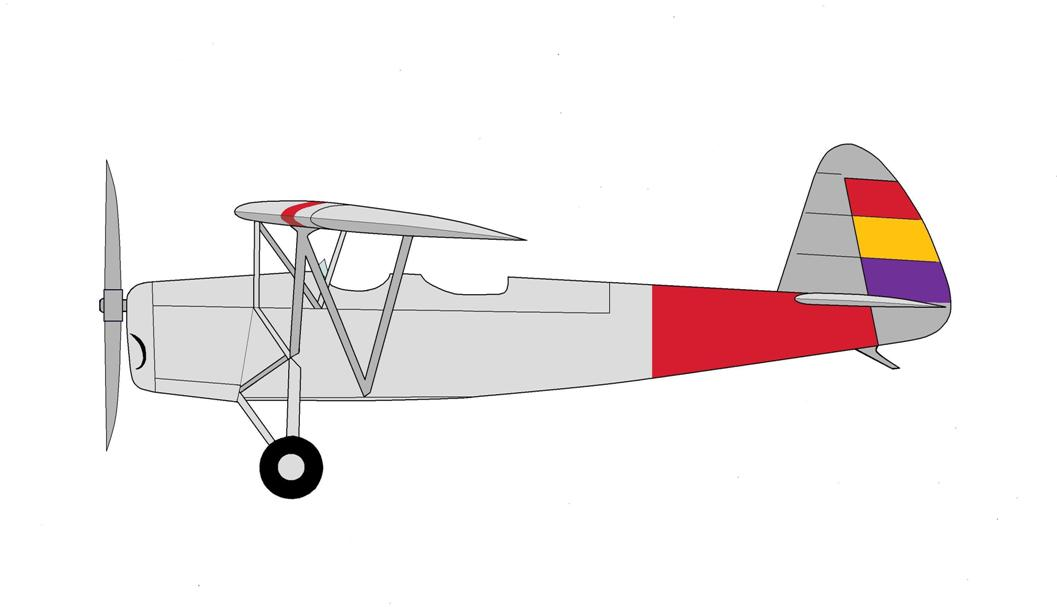
Morane-Saulnier MS.341

- Morane-Saulnier MS.340 — treningowy
- Morane-Saulnier MS.341 — treningowy
- Morane-Saulnier MS.342 — treningowy
- Morane-Saulnier MS.343 — treningowy
- Morane-Saulnier MS.345 — treningowy
- Morane-Saulnier MS.350 — samolot akrobacyjny oblatany 8 lutego 1936. Zbudowano 1 egzemplarz.
- Morane-Saulnier MS.406 — myśliwiec
- Morane-Saulnier MS.430 — treningowy
- Morane-Saulnier MS.435 — treningowy
- Morane-Saulnier MS.450 — myśliwiec
- Morane-Saulnier MS.472 Vanneau — szkolno-bojowy
- Morane-Saulnier MS.474 Vanneau — szkolno-bojowy
- Morane-Saulnier MS.475 Vanneau — szkolno-bojowy
- Morane-Saulnier MS.477 Vanneau — szkolno-bojowy
- Morane-Saulnier MS.479 — szkolno-bojowy
- Morane-Saulnier MS.500 Criquet — obserwacyjny i łącznikowy, wersja niemieckiego Fieseler Fi 156 Storch

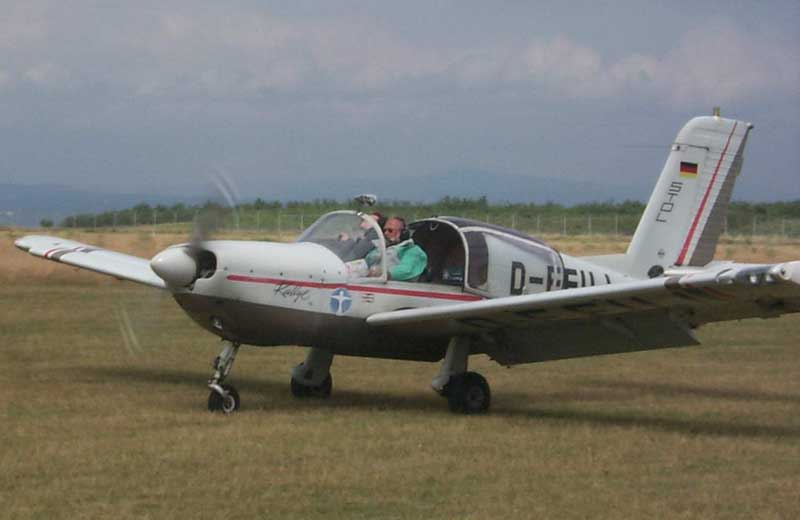
Morane-Saulnier MS.883 Rallye

- Morane-Saulnier MS.502 — łącznikowy
- Morane-Saulnier MS.505 — obserwacyjny
- Morane-Saulnier MS.570 — treningowy
- Morane-Saulnier MS.571 — turystyczny
- Morane-Saulnier MS.703 Pétrel — transportowy
- Morane-Saulnier MS.733 Alcyon — treningowy
- Morane-Saulnier MS.755 Fleuret — treningowy
- Morane-Saulnier MS.760 Paris — łącznikowy
- Morane-Saulnier MS.880-887 Rallye  — turystyczny i treningowy
- Morane-Saulnier MS.980-985 Rallye  — turystyczny i treningowy
- Morane-Saulnier MS.1500 — szturmowy